# Parapronoe campbelli
Parapronoe campbelli is een vlokreeftensoort uit de familie van de Pronoidae. De wetenschappelijke naam van de soort is voor het eerst geldig gepubliceerd in 1888 door Stebbing.